# Luchthaven Gisenyi
Niet te verwarren met North Texas Regional Airport, waarvan de FAA code GYI is.
Luchthaven Gisenyi is een luchthaven in Rwanda.

## Locatie
Gisenyi Airport (IATA: GYI, ICAO: HRYG) ligt in de westelijke provincie van Rwanda, in het District Rubavu, in de stad Gisenyi, aan de internationale grens met de Democratische Republiek Congo . Het ligt ongeveer 94 kilometer ten noordwesten van de luchthaven Kigali Internationaal, de grootste civiele luchthaven van het land.

## Overzicht
Luchthaven Gisenyi is een middelgrote luchthaven die de stad Gisenyi en de naburige stad Goma bedient, over de grens in de Democratische Republiek Congo. De twee naburige steden worden ook bediend door de luchthaven Goma Internationaal, dat zeer dicht bij de grens met Rwanda ligt. Luchthaven Gisenyi is een van de acht openbare civiele luchthavens onder het beheer van de Rwanda Civil Aviation Authority . De luchthaven ligt op een hoogte van 1.549 meter boven zeeniveau. De luchthaven heeft één enkele asfaltbaan met een lengte van 1.010 meter en een breedte van 23 meter.

## Luchtvaartmaatschappijen en bestemmingen
RwandAir, de nationale luchtvaartmaatschappij, exploiteerde een driewekelijkse dienst tussen Gisenyi en Kigali. Vanaf juni 2013 doen ze dat echter niet meer.